# Uguccione della Faggiuola
Uguccione della Faggiuola o Faggiola (Casteldelci, 1250 – Vicenza 1319) fou un cap militar italià (condottiero).

## Biografia
Capità de fortuna i home polític, va ser un dels protagonistes de la vida política i militar de l'edat mitjana, sobretot dins dels esdeveniments que van marcar el xoc entre el Papat i l'Imperi.
Nat el 1250 a Casteldelci, que en aquella època pertanyia al territori de Massa Trabaria [1], una regió situada entre la Umbria, la Toscana i Romanya. Va ser alcalde i senyor d'Arezzo en 1295 i senyor de Lugo en el 1297. Després d'intentar arribar a ser senyor de Forlì (1297), comptant amb les simpaties gibel·lines que tenia a la ciutat, va ser de nou alcalde d'Arezzo en 1302 i vicari del rei Enric VII de Luxemburg a Gènova entre 1311 i 1312. En el 1313 va ser cridat a Pisa, per exercir la Senyoria.
L'any 1315 marca l'apogeu de la seva estrella en el firmament del  gibel·linisme Toscà, aquell any va tenir lloc la batalla de Montecatini el fet d'armes que va consolidar i estendre per tota la península la seva reputació com un cap militar qualificat.
Era essencialment una batalla desigual, per una part hi havia Florència, que en aquells anys era una de les ciutats més riques d'Itàlia i d'Europa, aliada amb moltes altres ciutats: Siena, Prato, Pistoia, Arezzo, Colle di Val d'Elsa, Volterra, San Gimignano, ...etc i també els Angevins (Anjou) de Nàpols. Per l'altra part hi havia Pisa, ciutat que estava essencialment en crisi després de la Batalla de la Meloria, i Lucca, ciutat ocupada militarment pel mateix Uguccione i, per tant, no del tot fiable.
En aquest  context de feblesa, Uguccione podia encara confiar en una força representada per un contingent de 1.800 cavallers alemanys, mercenaris que formaven part de les tropes imperials i que es van posar al servei de Pisa a cop de florins (diners), però també animats per un profund odi cap als güelfs i els angevins (Anjou).
Després d'aquesta victòria per molts, sensacional i inesperada Florència fou abandonada per la majoria de les ciutats de la Toscana que es van afanyar a demanar i obtenir la pau amb Pisa, i va aconseguir sobreviure només gràcies a una retrobada concòrdia interna.
En el 1316 els pisans van perseguir Uguccione, cansats dels seus mètodes autoritaris i de la cobdícia de les taxes requerides per les exigències militars; aquest fet el va obligar a cercar refugi prop de Cangrande I della Scala que l'anomenà alcalde de Vicenza. Amb aquesta autoritat va reprimir durament la revolta güelfa del maig de 1317.
El della Faggiuola va passar els últims anys de la seva vida al servei de Cangrande: va lluitar contra Brescia i Pàdua i, en 1318, va assetjar Treviso. El juliol de 1317 va ser nomenat batlle de Brescia i, amb aquest càrrec, va atacar fortament als opositors de Cangrande. Va morir a Vicenza l'1 de novembre 1319, probablement a causa d'una febre contreta mentre lluitava a la zona pantanosa de Pàdua. Va ser enterrat a Verona a l'església dels frares predicadors.
Un cronista de l'època Agnolo di Tura va concloure així la narració de la caiguda del senyor de Pisa i Lucca:
"Aquest va ser el premi que el poble de Pisa donà a Uguccione de la Fagiuola, que els havia venjat de tantes vergonyes, recuperat tots els seus castells i la dignitat i els va tornar a convertir en el major estat i el més temut entre els seus veïns que cap altra ciutat d'Itàlia".
Va morir de malària a Vicenza l'1 de novembre del 1319 i va ser enterrat a l'església de Santa Anastàsia de Verona.

### Amistats
Uguccione tingué amics excepcionals, entre els quals hi hagué Dante Alighieri. El gran poeta va posar moltes esperances a la figura d'Enric VII de Luxemburg, que va baixar a Itàlia en el 1310 amb la finalitat de pacificar la península, però mentre estava atacant l'obstinada Florència, va morir, es diu que enverinat. Aquell mateix any sembla que Dante profundament decebut va anar a Lucca prop d'Uguccione de la Faggiola.
Alguns comentaristes de la Divina Comèdia volen suposar que Dante al·ludeix a Enric VII quan afirma que vindrà el Veltro (Infern, I, 101-102)  el qual dispersarà la cobdícia dominant al món.
Uguccione coneixia bé a Corso Donati, que li va donar una de les seves filles en matrimoni, i va ser un gran amic de Spinetta Malaspina el Gran de Fosdinovo.
L'escut heràldic d'Uguccione va ser l'Àguila en el camp vermell.

### Descendència
Uguccione, tingué tres fills: Ranieri (1290-1355) militar (condottiero); N.N. que es va casar amb el fill de Corso Donati; Francesco (? - 1315) batlle de Lucca.